# PSR B1620-26
PSR B1620−26 è una stella binaria distante circa 12.400 anni luce, nell'ammasso globulare M4, formato da una stella di neutroni e una nana bianca. Questo sistema di stelle degeneri è noto per ospitare il pianeta extrasolare più antico, Matusalemme, la cui età è di 13 miliardi di anni, meno di un miliardo di anni più giovane dell'intero Universo.
Si è ipotizzato che in origine PSR B1620−26 A avesse un'altra compagna, una nana bianca di massa inferiore, che è stata espulsa quando PSR B1620−26 B interagì con il sistema binario originale. A quel tempo, PSR B1620−26 B era ancora nella sequenza principale, coi suoi pianeti (PSR B1620-26 (AB)b). In seguito, i pianeti adattarono la loro orbita attorno ad entrambe le stelle.
Il sistema triplo è poco fuori dal centro dell'ammasso globulare al quale appartiene; l'età dell'ammasso è stato stimato sui 12,7 miliardi di anni. La stessa età è stimata per la formazione sia del pianeta che delle due stelle.
C'è una disputa minore sulle regole di nomenclatura propria da usare per questo insolito sistema stellare. Da una parte c'è chi afferma che la regola tradizionale dell'assegnazione delle lettere A e B alle componenti dei sistemi doppi abbia la precedenza, così che la pulsar debba essere PSR B1620-26 A, la nana bianca PSR B1620-26 B ed il pianeta PSR B1620-26 c. L'altra parte considera invece la sigla PSR applicabile solo per la stella che realmente è una pulsar, la nana bianca WD J1623-266 e il pianeta PSR B1620-26 b. I primi articoli e pubblicazioni usarono la prima convenzione, mentre i cataloghi stellari tendono adesso ad utilizzare la seconda.

## Sistema planetario
PSR B1620−26c fu originariamente trovato tramite l'effetto Doppler della stella primaria, che ne ha permesso di scoprirne l'orbita.

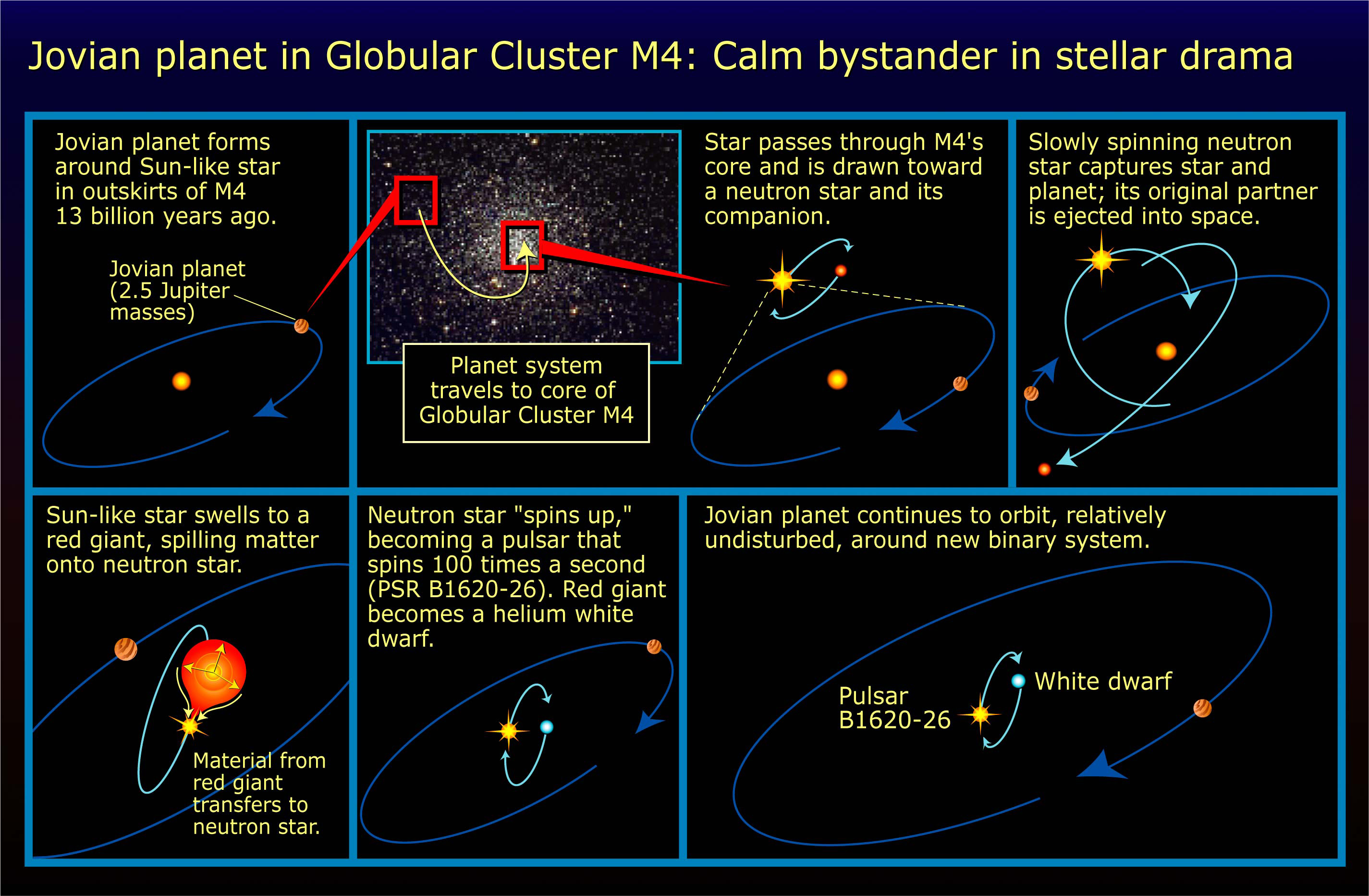
L'evoluzione del sistema di PSR B1620−26.

Nei primi anni novanta, un gruppo di astronomi guidati da Donald Backer che studiava le pulsar binarie determinò che la presenza di un terzo oggetto fosse necessaria per spiegare l'effetto Doppler osservato. In pochi anni gli effetti gravitazionali del pianeta sull'orbita della pulsar e della nana bianca furono misurati, dando una stima di massa dell'oggetto troppo bassa perché si trattasse di una stella. La conclusione che il terzo oggetto fosse un pianeta fu annunciata da Stephen Thorsett e dai suoi collaboratori nel 1993.
| Nome  | Nome  | Massa        | Semiasse maggiore | Eccentricità | Periodo orbitale | Scoperta |
| ----- | ----- | ------------ | ----------------- | ------------ | ---------------- | -------- |
| (AB)b | (AB)b | > 2.5 ± 1 MJ | 23 UA             | bassa        | ~36,500          | 1993     |